# Giro Donne 2005
Il Giro Donne 2005, sedicesima edizione della corsa, si svolse in nove tappe più un cronoprologo iniziale dal 1º al 10 luglio 2005 per un totale di 858,3 km. La vittoria fu appannaggio della svizzera Nicole Brändli, in forza al Team Bigla, che completò la corsa in 22h08'34", la quale precedette la spagnola Joane Somarriba e la lituana Edita Pučinskaitė.
Oltre alla maglia rosa finale, l'atleta elvetica vinse 3 tappe. La maglia bianca di miglior giovane andò alla Volha Hayeva, la maglia ciclamino della classifica a punti a Giorgia Bronzini, la quale si impose in 3 tappe, mentre la maglia verde di miglior scalatrice andò a Svetlana Bubnenkova.

## Tappe
| Tappa  | Data      | Percorso                                            | km    | Vincitore di tappa  | Leader cl. generale |
| ------ | --------- | --------------------------------------------------- | ----- | ------------------- | ------------------- |
| Prol.  | 1º luglio | San Vendemiano > San Vendemiano (Cron. individuale) | 1,7   | Nicole Brändli      | Nicole Brändli      |
| 1ª     | 2 luglio  | San Vendemiano > Caerano di San Marco               | 100,8 | Nicole Brändli      | Nicole Brändli      |
| 2ª     | 3 luglio  | Caerano di San Marco > Melara                       | 122   | Regina Schleicher   | Nicole Brändli      |
| 3ª     | 4 luglio  | Bergantino > Chioggia                               | 129,4 | Giorgia Bronzini    | Nicole Brändli      |
| 4ª     | 5 luglio  | Castelmassa > Ceneselli                             | 118,2 | Zul'fija Zabirova   | Nicole Brändli      |
| 5ª     | 6 luglio  | Castiglione d. Stiviere > Castiglione d. Stiviere   | 111   | Mirjam Melchers     | Nicole Brändli      |
| 6ª     | 7 luglio  | Cirié > San Francesco al Campo                      | 94,2  | Giorgia Bronzini    | Nicole Brändli      |
| 7ª     | 8 luglio  | Naters (CHE) > Blatten (CHE) (Cron. individuale)    | 7,6   | Nicole Brändli      | Nicole Brändli      |
| 8ª     | 9 luglio  | Briga (CHE) > Domodossola                           | 69,6  | Svetlana Bubnenkova | Nicole Brändli      |
| 9ª     | 10 luglio | Varese > Milano                                     | 103,8 | Giorgia Bronzini    | Nicole Brändli      |
| Totale | Totale    | Totale                                              | 858,3 |                     |                     |

## Squadre e corridori partecipanti
| N.    | Cod. | Squadra                           |
| ----- | ---- | --------------------------------- |
| 1-8   | MX1  | Mista Team FRW/Top Girls Fassa    |
| 11-18 | SEM  | Saccarelli-Emu-Marsciano          |
| 21-28 | MX9  | Mista Chirio-Forno d'Asolo/Rider  |
| 31-38 | MX2  | Mista Fanini-Velosport/G.S. Gauss |
| 41-48 | MX8  | Mista Bianchi/Fiamme Azzurre      |
| 51-58 | AUS  | Nazionale australiana             |
| 61-68 | BIZ  | Bizkaia-Panda Software-Durango    |
| 71-78 | BFL  | Buitenpoort-Flexpoint Team        |
| 81-88 | LCT  | Lazio Ciclismo Team Ladispoli     |

| N.      | Cod. | Squadra                           |
| ------- | ---- | --------------------------------- |
| 91-98   | MX7  | Mista P.M.B.-Fenixs-C./Nürnberger |
| 101-108 | USA  | Nazionale statunitense            |
| 111-118 | NMC  | Nobili Rubinett.-Menikini-Cogeas  |
| 121-128 | TSA  | Team S.A.T.S.                     |
| 131-138 | MIC  | Michela Fanini-Record-Rox         |
| 141-148 | TBG  | Team Bigla                        |
| 151-158 | VVP  | Vrienden van het Platteland       |
| 161-168 | ESP  | Nazionale spagnola                |

## Evoluzione delle classifiche
| Tappa              | Vincitrice          | Classifica generale Maglia rosa | Classifica a punti Maglia ciclamino | Classifica GPM Maglia verde | Classifica giovani Maglia bianca |
| ------------------ | ------------------- | ------------------------------- | ----------------------------------- | --------------------------- | -------------------------------- |
| Prol.              | Nicole Brändli      | Nicole Brändli                  | Non assegnata                       | Non assegnata               | Non assegnata                    |
| 1ª                 | Nicole Brändli      | Nicole Brändli                  | Nicole Brändli                      | Joane Somarriba             | Giorgia Bronzini                 |
| 2ª                 | Regina Schleicher   | Nicole Brändli                  | Nicole Brändli                      | Joane Somarriba             | Giorgia Bronzini                 |
| 3ª                 | Giorgia Bronzini    | Nicole Brändli                  | Nicole Brändli                      | Joane Somarriba             | Giorgia Bronzini                 |
| 4ª                 | Zul'fija Zabirova   | Nicole Brändli                  | Giorgia Bronzini                    | Joane Somarriba             | Giorgia Bronzini                 |
| 5ª                 | Mirjam Melchers     | Nicole Brändli                  | Giorgia Bronzini                    | Svetlana Bubnenkova         | Giorgia Bronzini                 |
| 6ª                 | Giorgia Bronzini    | Nicole Brändli                  | Giorgia Bronzini                    | Svetlana Bubnenkova         | Giorgia Bronzini                 |
| 7ª                 | Nicole Brändli      | Nicole Brändli                  | Giorgia Bronzini                    | Svetlana Bubnenkova         | Volha Hayeva                     |
| 8ª                 | Svetlana Bubnenkova | Nicole Brändli                  | Giorgia Bronzini                    | Svetlana Bubnenkova         | Volha Hayeva                     |
| 9ª                 | Giorgia Bronzini    | Nicole Brändli                  | Giorgia Bronzini                    | Svetlana Bubnenkova         | Volha Hayeva                     |
| Classifiche finali | Classifiche finali  | Nicole Brändli                  | Giorgia Bronzini                    | Svetlana Bubnenkova         | Volha Hayeva                     |

## Classifiche finali

### Classifica generale - Maglia rosa
| Pos. | Corridore           | Squadra   | Tempo     |
| ---- | ------------------- | --------- | --------- |
| 1    | Nicole Brändli      | Bigla     | 22h08'34" |
| 2    | Joane Somarriba     | Bizkaia   | a 1'10"   |
| 3    | Edita Pučinskaitė   | Nobili    | a 1'35"   |
| 4    | Amber Neben         | Buitenp.  | a 2'45"   |
| 5    | María Isabel Moreno | Spagna    | a 2'58"   |
| 6    | Zinaida Stahurskaja | Bianchi   | a 2'59"   |
| 7    | Svetlana Bubnenkova | P.M.B.    | a 3'23"   |
| 8    | Mirjam Melchers     | Buitenp.  | a 3'24"   |
| 9    | Sarah Ulmer         | S.A.T.S.  | a 8'24"   |
| 10   | Annette Beutler     | M. Fanini | a 9'21"   |

### Classifica a punti - Maglia ciclamino
| Pos. | Corridore         | Squadra  | Punti |
| ---- | ----------------- | -------- | ----- |
| 1    | Giorgia Bronzini  | Chirio   | 74    |
| 2    | Nicole Brändli    | Bigla    | 50    |
| 3    | Ol'ga Sljusareva  | Nobili   | 48    |
| 4    | Mirjam Melchers   | Buitenp. | 44    |
| 3    | Edita Pučinskaitė | Nobili   | 40    |

### Classifica Gran Premio della Montagna - Maglia verde
| Pos. | Corridore           | Squadra | Punti |
| ---- | ------------------- | ------- | ----- |
| 1    | Svetlana Bubnenkova | P.M.B.  | 74    |
| 2    | Edita Pučinskaitė   | Nobili  | 59    |
| 3    | Nicole Brändli      | Bigla   | 53    |
| 4    | Zinaida Stahurskaja | Bianchi | 45    |
| 5    | Joane Somarriba     | Bizkaia | 33    |

### Classifica giovani - Maglia bianca
| Pos. | Corridore        | Squadra    | Tempo     |
| ---- | ---------------- | ---------- | --------- |
| 1    | Volha Hayeva     | Fanini V.  | 22h27'57" |
| 2    | Mette Fischer    | S.A.T.S.   | a 4'10"   |
| 3    | Giorgia Bronzini | Chirio     | a 4'46"   |
| 4    | Monia Baccaille  | Saccarelli | a 14'07"  |
| 5    | Michelle Hyland  | FRW        | a 14'13"  |